# Pembroke (Massachusetts)
Pembroke – miasto w Stanach Zjednoczonych, w stanie Massachusetts, w hrabstwie Plymouth.